# رونالد بي. لايتون
رونالد بي. لايتون (بالإنجليزية: Ronald B. Leighton)‏ هو قاضي ومحامي أمريكي، ولد في 1951 في ستوكتون في الولايات المتحدة.